# Jarabá
Jarabá és un poble i municipi d'Eslovàquia que es troba a la regió de Banská Bystrica. La primera menció escrita de la vila es remunta al 1540.

## Demografia
| Godina             | 1994 | 2004    | 2014   | 2024    |
| ------------------ | ---- | ------- | ------ | ------- |
| Nombre de persones | 36   | 48      | 42     | 36      |
| Diferència         |      | +33,33% | −12,5% | −14,28% |

| Godina             | 2023 | 2024   |
| ------------------ | ---- | ------ |
| Nombre de persones | 35   | 36     |
| Diferència         |      | +2,85% |